# Chahuites
Chahuites è un comune del Messico, situato nello stato di Oaxaca.